# Municipio de Acoma
El municipio de Acoma (en inglés: Acoma Township) es un municipio ubicado en el condado de McLeod en el estado estadounidense de Minnesota. En el año 2010 tenía una población de 1149 habitantes y una densidad poblacional de 12,75 personas por km².

## Geografía
El municipio de Acoma se encuentra ubicado en las coordenadas 44°55′49″N 94°26′36″O / 44.93028, -94.44333. Según la Oficina del Censo de los Estados Unidos, el municipio tiene una superficie total de 90.11 km², de la cual 81,56 km² corresponden a tierra firme y (9,49 %) 8,55 km² es agua.

## Demografía
Según el censo de 2010, había 1149 personas residiendo en el municipio de Acoma. La densidad de población era de 12,75 hab./km². De los 1149 habitantes, el municipio de Acoma estaba compuesto por el 98,96 % blancos, el 0,09 % eran afroamericanos, el 0,09 % eran amerindios, el 0,35 % eran asiáticos, el 0,09 % eran de otras razas y el 0,44 % eran de una mezcla de razas. Del total de la población el 0,78 % eran hispanos o latinos de cualquier raza.